# Gare de Saint-Jory
Ne doit pas être confondu avec Triage de Saint-Jory.
La gare de Saint-Jory est une gare ferroviaire française de la ligne de Bordeaux-Saint-Jean à Sète-Ville située sur le territoire de la commune de Saint-Jory dans le département de Haute-Garonne, en région Occitanie.
Elle est mise en service en 1856 par la Compagnie des chemins de fer du Midi et du Canal latéral à la Garonne. 
C'est une halte voyageurs de la Société nationale des chemins de fer français (SNCF) desservie par des trains TER Occitanie.

## Situation ferroviaire
Établie à 118 mètres d'altitude, la gare de Saint-Jory est située au point kilométrique (PK) 240,759 de la ligne de Bordeaux-Saint-Jean à Sète-Ville, entre les gares ouvertes de Castelnau-d'Estrétefonds et de Lacourtensourt.

## Histoire
La station de Saint-Jory est mise en service le 30 août 1856 par la Compagnie des chemins de fer du Midi et du Canal latéral à la Garonne, lorsqu'elle ouvre à l'exploitation la section de Valence-d'Agen à Toulouse.
En 1858, Saint-Jory est la 43e station du chemin de fer de Bordeaux à Cette, elle dessert le village de Saint-Jory 271 habitants, située à 16 km de Toulouse, 241 km de Bordeaux et 236 km de Cette.
En 2017, une passerelle est construite pour faciliter l'accès aux quais des voyageurs.

### Fréquentation
De 2015 à 2023, selon les estimations de la SNCF, la fréquentation annuelle de la gare s'élève aux nombres indiqués dans le tableau ci-dessous.
| Année                      | 2015    | 2016    | 2017    | 2018    | 2019    | 2020    | 2021    | 2022    | 2023    |
| -------------------------- | ------- | ------- | ------- | ------- | ------- | ------- | ------- | ------- | ------- |
| Voyageurs seuls            | 158 410 | 148 816 | 155 308 | 134 991 | 154 657 | 155 002 | 192 959 | 241 185 | 274 003 |
| Voyageurs et non voyageurs | 198 013 | 186 020 | 194 141 | 168 739 | 193 321 | 193 752 | 241 198 | 301 482 | 342 504 |

## Service des voyageurs

### Accueil
Halte SNCF, c'est un point d'arrêt non géré (PANG) à accès libre, équipé d'automates pour l'achat de titres de transport.

### Desserte
Saint-Jory est desservie par les trains TER Occitanie des lignes :
- Toulouse - Montauban, à raison d'environ deux trains par heure en heures de pointe, un train par heure en contrepointe et d'un train toutes les deux heures en heures creuses, le samedi et le dimanche. Le temps de trajet est d'environ 12 minutes depuis Toulouse-Matabiau et 30 minutes depuis Montauban-Villebourbon.
- Toulouse - Cahors - Brive-la-Gaillarde, à raison d'un train toutes les deux heures tous les jours. Le temps de trajet est d'environ 12 minutes depuis Toulouse-Matabiau et 2 heures 25 minutes depuis Brive.

### Intermodalité
Un parc pour les vélos et un parking pour les véhicules y sont aménagés.